# 亭独尸逐侯鞮単于
亭独尸逐侯鞮単于（ていとくしちくこうていぜんう、拼音：Tíngdúshīzhúhóudīchányú, ? - 98年）は、中国後漢時代の南匈奴の単于。醢僮尸逐侯鞮単于の子。亭独尸逐侯鞮単于というのは称号で、姓は虚連題氏、名は師子という。

## 生涯
醢僮尸逐侯鞮単于の子として生まれる。
元和2年（85年）、伊屠於閭鞮単于が即位すると、師子は薁鞬日逐王となる。
章和2年（88年）、休蘭尸逐侯鞮単于が即位すると、師子は左谷蠡王となる。
永元2年（90年）、休蘭尸逐侯鞮単于の命で師子は使匈奴中郎将耿譚の従事とともに北匈奴を襲撃し、北単于の玉璽を得て、その閼氏（妃）らを捕らえ、斬首8千、捕虜数千人を獲得して帰還した。
永元5年（93年）、休蘭尸逐侯鞮単于が薨去し、左賢王の安国が単于となると、師子は左賢王となった。単于安国は以前から自分より評判の良い師子を妬ましく思っており、新降者とともに彼を殺そうと企んでいた。師子はこのことを知ると、五原郡の縁辺に別居し、龍会（匈奴の国会）にも毎回病気と偽って出席しなかった。
永元6年（94年）、師子は行度遼将軍の朱徽・使匈奴中郎将の杜崇らとともに、南単于の安国を攻めた。安国は母の兄弟である骨都侯の喜為に殺され、師子が亭独尸逐侯鞮単于として即位した。早速、降伏していた北匈奴人が師子を夜襲したが、師子は安集掾の王恬とともにこれを破った。しかしこれを機に新降の北匈奴人15部20万人が蜂起し、休蘭尸逐侯鞮単于の子の薁鞬日逐王逢侯を擁立して、漠北に逃走しようとした。朝廷は行車騎将軍の鄧鴻・越騎校尉の馮柱・行度遼将軍の朱徽を派遣して左右羽林（近衛軍）・北軍（首都城門守備軍）の五校士（越騎・屯騎・歩兵・長水・射声の五校が管領する兵）および郡国の積射・縁辺兵を率いさせ、護烏桓校尉の任尚には烏桓・鮮卑を率いさせてこれを討伐した。逢侯はそのとき南単于師子と使匈奴中郎将杜崇を牧師城で包囲していたが、討伐軍が来ると逃走し、大城塞で南単于と討伐軍の追撃にあい、さらに鮮卑大都護の蘇抜廆・烏桓大人の勿柯を率いる任尚に満夷谷で大破させられ、塞外へ遁走した。翌年（95年）、漢軍は撤退した。
永元8年（96年）、単于師子は右温禺犢王の烏居戦が以前、安国単于と共謀していたので、彼を取り調べようとした。烏居戦は数千人をひきつれて反乱を起こし、塞外の山谷の間に拠って吏民の害となった。7月、龐奮・馮柱は諸郡の兵とともに烏居戦を斬った。その衆が降ったので、彼ら2万余人を安定郡・北地郡に移住させた。逢侯の部衆は饑窮に苦しみ、鮮卑に撃たれ、身を置くところがなくなり、長城内に逃げてくる者が絶えなかった。
永元10年（98年）、亭独尸逐侯鞮単于師子は薨去し、従弟の檀が立った。

## 参考資料
- 『後漢書』（南匈奴列伝）